# Dinu Todoran
Dinu Marius Todoran (n. 8 septembrie 1978, Brașov, România) este un antrenor român de fotbal și fost jucător care a antrenat clubul de fotbal român FCSB.

## Cariera de jucător
Todoran a început fotbalul sub îndrumarea antrenorului Adrian-Horia Stan, la echipa locală ICIM, la care a evoluat până în 1996. A urmat transferul la Petrolul Ploiești, echipă unde a evoluat timp de 6 ani, până în sezonul 2001-2002, când echipa a retrogradat în liga secundă. Atunci, Todoran s-a transferat la Astra, cealaltă echipă din Ploiești, rămasă în prima ligă. În sezonul următor, 2003-2004, după ce Petrolul reușise anterior să promoveze înapoi în prima ligă, echipele Astra și Petrolul au fuzionat, noua echipă preluând denumirea de „Petrolul Ploiești” și lotul Astrei.
În cei opt ani petrecuți în acest oraș, Dinu Todoran a adunat 25 goluri în 155 meciuri, fiind un jucător constant.
Vara lui 2004 a adus și retrogradarea singurei echipe din Ploiești rămase în primul eșalon, iar Farul a profitat de ocazie pentru a-l aduce la echipă pe Todoran. Timp de 4 sezoane, el a marcat 12 goluri pentru echipa de la malul mării, evoluând în 96 de partide, bifând și cinci prezențe și un gol în Cupa UEFA Intertoto 2006.
În vara lui 2008, la 30 ani, Dinu Todoran s-a transferat la Unirea Urziceni. Această echipă a devenit surpriza turului de campionat, încheind pe locul 2, Dinu contribuind la această clasare cu 2 goluri în 12 meciuri. A jucat pentru Unirea Urziceni în grupele UEFA Champions League 2009-10, contabilizând un meci în această competiție. După desființarea Urziceniului ajunge la Victoria Brănești, echipă care retrogradează și împărtășește aceeași soartă ca și fosta echipă. Și-a încheiat cariera de fotbalist la FC Voluntari unde a început-o și pe cea de antrenor.

## Cariera de antrenor
În martie 2016, Todoran a devenit antrenor al echipei secunde a clubului FC Voluntari, alături de Octavian Chihaia. Doar o lună mai târziu, la 27 aprilie 2016, Todoran a ajuns la echipa mare a clubului ilfovean, după demiterea lui Ionel Ganea din funcția de antrenor principal. Todoran a fost însă „pe hârtie” antrenor secund, deoarece nu avea licența PRO, principalul echipei fiind Sorin Popescu. În 2017, Todoran a revenit la echipa a doua de la Voluntari, după ce la prima echipă a fost adus Daniel Oprița. Însă în august 2018, Todoran s-a întors la conducerea primei echipe.
La 10 decembrie 2020, Todoran a preluat banca tehnică a echipei CSM Slatina.
Tot în decembrie 2020, Dinu Todoran a obținut licența de antrenor UEFA PRO.
În mai 2021, Todoran a devenit antrenorul echipei FCSB. După înfrângerea suferită pe 16 august contra echipei Rapid București, Todoran a fost demis de la conducerea lui FCSB și a refuzat oferta de a rămâne la clubul bucureștean, dar la echipa secundă.

## Titluri
| Sezon   | Club            | Titlu  |
| ------- | --------------- | ------ |
| 2008-09 | Unirea Urziceni | Liga I |